# Ménilmontant (film, 1926)
Pour les articles homonymes, voir Ménilmontant.
Pour plus de détails, voir Fiche technique et Distribution.
Ménilmontant est un film muet français réalisé par Dimitri Kirsanoff, sorti en 1926.

## Synopsis
Un meurtrier tue un homme et une femme devant leur maison avec une hache.
Deux sœurs adolescentes rentrent chez elles à pied dans une allée bordée d'arbres et y trouvent leurs parents morts.
Quelque temps plus tard les deux sœurs semblent s'être remises, et travaillent en fabriquant des bouquets de fleurs artificielles dans une usine de la ville.
Photos de la ville.
La sœur cadette commence à fréquenter un jeune homme, passe une nuit chez lui, après quoi le jeune homme semble se désintéresser d'elle, qui commence à noter les jours en traçant des signes sur un mur urbain. Un jour, elle aperçoit, dans une rue, le jeune homme avec sa sœur aînée : ils entrent tous les deux chez lui.
La sœur cadette était enceinte et donne naissance à un enfant, après quoi elle commence à errer dans la ville désolée, avec l'enfant dans ses bras, évidemment sans moyens. Un monsieur âgé, assis à côté d'elle sur un banc, lui offre à manger.
Un homme et une jeune femme entrent dans un hôtel la nuit ; à la sortie, la femme compte des pièces, puis entre dans un bistrot et boit en cachette les verres à moitié vides laissés par les clients précédents.
Photos de la ville et souvenirs d'enfance de la sœur cadette.
Dans la rue, la sœur cadette rencontre et présente avec désinvolture l'enfant à l'aînée, qui semble en deuil. Deux personnes assistent à la réunion des deux sœurs : la première est le jeune homme, qui réalise probablement seulement maintenant qu'il a eu un enfant ; la seconde est la jeune femme de l'hôtel, qui sent la situation, confronte le jeune homme et (avec une troisième personne) le tue avec un pavé.
Photos des environs de la ville.  Générique.

## Fiche technique
- Réalisation : Dimitri Kirsanoff
- Scénario : Dimitri Kirsanoff
- Photographie : Dimitri Kirsanoff et Léonce Crouan
- Montage : Dimitri Kirsanoff
- Société de production : Dimitri Kirsanoff
- Société de distribution : Sélections Maurice Roumier
- Pays de production :  France
- Format : Noir et blanc — 35 mm — 1,33:1 — Muet
- Genre : Film dramatique
- Durée : 38 minutes
- Dates de sortie : 
  - France : 26 novembre 1926

## Distribution
- Nadia Sibirskaïa : la jeune fille
- Yolande Beaulieu : la fille plus âgée
- Guy Belmont : le jeune homme
- Jean Pasquier : le père
- M. Ardouin : la mère
- Maurice Ronsard : l'amoureux

## Autour du film
- C'est le film le plus connu de Dimitri Kirsanoff, il tire son nom du quartier de Ménilmontant à Paris.
- Le film est muet et ne contient pas d'intertitres.
- C'était un des films préférés de la critique américaine de cinéma Pauline Kael[1].